# Новопокровка (Тяжинський округ)
Новопокро́вка (рос. Новопокровка) — село у складі Тяжинського округу Кемеровської області, Росія.

## Населення
Населення — 416 осіб (2010; 492 у 2002).
Національний склад (станом на 2002 рік):
- росіяни — 98 %